# Rhea americana americana
A Rhea americana americana, popularmente referida como churi, xuri, guaripé, nandu, nhandu e nhanduguaçu, é uma das três subespécies de ema (Rhea americana) que habitam Brasil.[a]

## Etimologia
O nome popular xuri ou churi, segundo Antenor Nascentes, deriva do tupi xu'ri em sentido definido. Guaripé tem origem obscura, mas deve ter derivado do tupi. Nandu (registrado pela primeira vez em 1873 como nandú) ou nhandu derivam do tupi ya'ndu, em sentido definido. Foi registrado em 1584 como nhandu em ca. 1584 e yamdu em ca. 1631. Desse vocábulo, originou-se o alemão nandu (1560), o espanhol ñandú (1745), o italiano (século XVIII), o francês nandou (yandou, em 1614) e o inglês nand(o)u. Por fim, nhanduguaçu originou-se de ya'ndu e gwa'su, "grande". Foi registrado em ca. 1584 como nhandugoaçu.
O nome genérico Rhea faz referência ao grego Rhéa (Ῥέα), ou seja, a titânide Reia, filha de Urano e Gaia, e esposa de Cronos, com quem gerou os deuses olímpicos. A relevância desse nome é incerto, mas presume-se que tenha sido inspirado na justaposição humorística feito na comédia As Aves de Aristófanes entre Reia, a Grande Mãe, e o avestruz, a Grande Ave. O epíteto específico americana, por conseguinte, aludo ao continente americano.

## Taxonomia e sistemática
Rhea a. americana foi descrita em 1758 pelo botânico e zoólogo sueco Carlos Lineu, sob o nome Struthio americanus, com base na representação de Georg Marcgraf em sua Historia Naturalis Brasiliae. Faz parte do gênero Rhea, que também engloba o nandu-pequeno (R. pennata). A família dos reídeos, onde o gênero Rhea está classificado, já foi considerado como parte da ordem dos estrutioniformes, mas desde 2013 foi reclassificada dentro da ordem dos reiformes. Sabe-se que os reídeos e estrutionídeos (avestruzes) são famílias irmãs.[b]

## Descrição
Rhea a. americana apresenta sutil dimorfismo sexual, embora sejam bastante semelhantes. As fêmeas são ligeiramente menores e menos escuras que os machos. As partes superiores do corpo variam entre o cinza e o marrom-acinzentado. A coroa, a nuca, a base do pescoço e a parte superior do dorso tendem a ser marrom-escuras ou pretas, enquanto o pescoço e as partes inferiores são esbranquiçados. Os imaturos geralmente apresentam coloração cinza com listras escuras, que desaparecem entre os cinco e sete meses de idade. A partir desse estágio, passam a ter o corpo oval e a cloaca visível até aproximadamente os dois anos. Após esse período, os subadultos desenvolvem coxas notavelmente brancas e volumosas.
Os machos se destacam por serem muito grandes, com pescoço e tarsos longos, além de uma garra desenvolvida nas asas, formada pela ponta cornificada da álula. A plumagem nas partes superiores também é predominantemente cinza ou marrom-acinzentada. A região da coroa, nuca, base do pescoço e dorso superior é geralmente marrom-escura ou preta, mas o pescoço pode apresentar uma coloração mais clara, especialmente em machos reprodutores, quando pode parecer inchado. As partes inferiores são esbranquiçadas, e não é incomum encontrar indivíduos inteiramente brancos. Há também registros de exemplares leucísticos.
O bico tem coloração marrom-amarelada, assim como os tarsos e os dedos. A íris é marrom, e a pele facial acompanha esse tom. Todo o comprimento do tarso é desprovido de penas, recoberto por placas transversais cuja disposição varia conforme a espécie. O cúlmen mede 95 milímetros nos nos machos, enquanto nas fêmeas a média é de 88 milímetros, com variação entre 80 e 94 milímetros. O tarso dos machos mede 370 milímetros, e nas fêmeas, a média é de 358 milímetros, variando entre 335 e 370 milímetros. O comprimento do dedo médio nos machos é de 145 milímetros, e nas fêmeas, a média registrada é de 142 milímetros, com variações de 127 a 150 milímetros. Pesa entre 20 e 25 quilos, podendo alcançar até 40 quilos em alguns casos.

## Distribuição e habitat
Rhea a. americana habita os biomas da Caatinga e Cerrado e é endêmica do Brasil, onde ocorre nas regiões Nordeste (Maranhão, Piauí, Ceará, Rio Grande do Norte, Paraíba, Pernambuco e Bahia), Centro-Oeste (Goiás e Mato Grosso), Sudeste (Minas Gerais e São Paulo) e Sul (Paraná). Prefere planícies abertas e espaçosas, com vegetação rasteira inferior a 50 centímetros de altura. Esse tipo de ambiente oferece cobertura suficiente para nidificação, ao mesmo tempo em que permite que a ave corra, se alimente e mantenha uma vigilância eficaz contra predadores. Esses habitats tendem a ser secos, mas demonstra preferência por se reproduzir nas proximidades de rios, lagos e pântanos. Também se adaptou a áreas agrícolas intensivamente cultivadas e ricas em alimento. Curiosamente, fatores relacionados à presença humana, como proximidade de estradas, casas ou cercas, não parecem influenciar de forma significativa o uso do habitat por essas aves.

## Ecologia

### Alimentação
A dieta das emas em vida livre é predominantemente composta por matéria vegetal, com 90,1% de matéria verde, 8,9% de sementes, 0,6% de frutos, 0,1% de fragmentos de insetos e menos de 0,1% de vertebrados. É comum que essas aves ingiram pequenas pedras ou fragmentos de cascalho, o que auxilia na digestão dos alimentos vegetais. Em áreas agrícolas, sua alimentação consiste principalmente em alfafa e dicotiledôneas silvestres, demonstrando pouca ou nenhuma preferência por gramíneas. Durante o inverno, quando a alfafa se torna escassa e é pouco aproveitada pelo gado, as emas aumentam o consumo dessa planta, o que indica que não competem diretamente com o gado pelas pastagens. O ceco e o cólon excepcionalmente grandes dessas aves atuam possivelmente como câmaras de fermentação, onde bactérias simbióticas auxiliam na digestão de hemicelulose e celulose, produzindo ácidos graxos voláteis. Estudos também indicam que filhotes desenvolvem a eficiência na alimentação por meio de uma sequência de movimentos coordenados, que aprimoram com a experiência.
O comportamento alimentar das emas envolve uma busca constante e cuidadosa por alimento. Elas caminham lentamente com a cabeça mantida a menos de 50 centímetros do solo, mantendo o pescoço curvado em forma de U e realizando pequenos movimentos da cabeça para examinar o terreno. Ao localizar um item alimentar, capturam-no com a ponta do bico, lançam-no para o ar e o apanham novamente com a parte posterior da boca, realizando esse movimento independentemente do tamanho do alimento. Após a ingestão, erguem o pescoço na vertical e movimentam a cabeça lateralmente, provavelmente para facilitar a deglutição e, ao mesmo tempo, vigilância da área. Durante esse processo, o corpo permanece relativamente imóvel. Além disso, as emas defecam com maior frequência enquanto se alimentam e, ocasionalmente, durante a ingestão de água.
Quanto à hidratação, as emas bebem geralmente em pé, estendendo o pescoço para coletar água com o bico, que é retraído cerca de 15 centímetros antes de a cabeça ser projetada novamente para frente para capturar a água lançada no ar pelo movimento anterior. Quando a superfície de água disponível é pequena, elas recorrem a bicadas sucessivas para beber. Embora sejam capazes de beber rapidamente em qualquer momento, costumam ingerir água por períodos prolongados, entre 5 e 10 minutos, especialmente ao acordar do poleiro ou após longas refeições. A presença de água no trato digestivo pode inibir a alimentação por alguns minutos. Por fim, a ema também desempenha papel relevante como dispersora de sementes, embora essa função varie conforme a espécie vegetal, promovendo germinação eficiente para algumas espécies do Cerrado, enquanto reduz a taxa para várias espécies da Caatinga.

### Vocalização
Filhotes de ema emitem diversos chamados específicos para contextos distintos, mas perdem gradualmente a maior parte das suas capacidades vocais por volta das sete ou oito semanas de idade. Esse silenciamento ocorre à medida que a traqueia cresce, pois as membranas timpânicas internas passam a interferir menos nas vias brônquicas, contribuindo para a deterioração definitiva da voz na ema adulta. Entre os filhotes, o chamado de apito de contato é ouvido dois a cinco dias antes da eclosão e é emitido quando há pais substitutos ou membros familiares por perto. Poucas horas após a eclosão, surge o apito de separação, mais longo e alto, usado em isolamento social ou na presença de membros desconhecidos da espécie. O trinado de alarme, um chamado modulado em tom, é emitido por filhotes estressados e parece funcionar para atrair os pais. Outros chamados incluem o pio de alimentação — curto, silencioso e emitido durante a busca por alimento — e o pio de contentamento, que ocorre raramente e não está claramente associado a nenhuma situação específica. Esses chamados diferem em duração, amplitude e frequência fundamental, apresentando variações individuais. Adultas, as emas são geralmente silenciosas, mas durante a época reprodutiva, o macho emite um estrondo ou rugido grave, com duas notas que podem ser ouvidas a até um quilômetro de distância, provavelmente para atrair a fêmea. Essa vocalização, semelhante ao mugido de um grande mamífero, pode ocorrer à noite com o bico fechado, após o macho encher o peito de ar.

### Reprodução

#### Postura e ovos
A estação reprodutiva das emas na América do Sul varia regionalmente, geralmente ocorrendo do início da primavera ao meio do verão (julho a janeiro). Por exemplo, ninhos com ovos são encontrados de julho a setembro no Mato Grosso. O ninho é construído no solo, em pastagens abertas e mais altas. O macho seleciona o local e prepara uma área limpa, pisando na vegetação ou cortando a grama com o bico, criando um espaço de um a três metros de diâmetro ao redor do ninho. Ele então senta-se no local e, girando lentamente, empurra a vegetação para trás com os pés, formando um monte com cerca de 1,4 metro de largura e aproximadamente 30 centímetros de profundidade. Durante a postura e incubação dos ovos, o macho reveste o ninho com grama, penas, terra e gravetos, coletando esses materiais com o bico. O ninho tem formato aproximadamente circular, com cerca de 90 centímetros de largura e 30 centímetros de profundidade.
Os ovos são elípticos, brilhantes, inicialmente amarelo-dourados, tornando-se brancos após cinco a seis dias de exposição solar. O tamanho médio dos ovos varia entre 118–141 milímetros de comprimento por 81–103 milímetros de largura, com uma média aproximada de 130,8 × 92,3 milímetros, e massa média de cerca de 605 gramas na natureza e 626 gramas em cativeiro. O tamanho das ninhadas na natureza varia de oito a 56 ovos, com média entre 20 e 30, e relatos históricos indicam ninhos com até 60 ou mais ovos, dificultando a incubação total. Uma única fêmea pode depositar de 10 a 18 ovos numa estação, em intervalos de dois dias, muitas vezes com até 30% desses ovos inférteis. Em cativeiro, ninhadas entre 12 e 18 ovos produzem maior proporção de filhotes. A postura em cativeiro ocorre principalmente entre 14h e 16h.

#### Incubação
A incubação dura entre 27 e 43 dias. Os machos passam cerca de 64% do tempo no ninho durante os primeiros 10 dias da postura, aumentando para 97,5% no período intermediário e final da incubação. Eles costumam deixar o ninho nas horas mais quentes do dia, com o tempo de ausência correlacionado positivamente à temperatura ambiente. Durante a incubação, o macho muda frequentemente de posição, realizando rotações completas em 24 horas e movimentando os ovos para garantir incubação uniforme. Em caso de ameaça, o macho em incubação demonstra comportamento defensivo, agachando-se no ninho com asas abertas e cabeça erguida. Ovos quebrados são comidos pelos machos, que também consomem moscas atraídas pelo líquido. Incubação artificial a temperaturas de cerca de 36,5°C e umidade relativa de 60 a 80% apresenta alto índice de sucesso na eclosão, com zoológicos relatando temperaturas ligeiramente maiores.
Todos os filhotes de ema eclodem no mesmo dia com intervalos de seis a oito horas entre eles, apesar de os últimos ovos postos poderem ter sido incubados até 12 dias a menos que os primeiros. A eclosão quase sincronizada pode ser estimulada pelos chamados altos emitidos pelos filhotes ainda dentro dos ovos. Durante a eclosão, os ovos exalam um odor forte que atrai muitas moscas, as quais os filhotes já começam a se alimentar dentro de cinco a seis horas após saírem do ovo. O peso dos filhotes ao nascer varia de 354 a 425 gramas, embora possam perder até 15% da massa inicial nos primeiros três a quatro dias antes de começarem a ganhar peso. A taxa de eclodibilidade é maior em cativeiro (60%), seguida pelo semicativeiro (45%) e a natureza (30%), e é afetada negativamente pelo armazenamento pré-incubação prolongado dos ovos.

#### Cuidado parental
Após a eclosão, o macho cuida sozinho dos filhotes por um período de quatro a seis meses, dedicando-se mais à vigilância do que à alimentação, especialmente nos primeiros meses, enquanto a vigilância diminui à medida que os filhotes crescem. Os filhotes permanecem agrupados em um bando coeso. Relatos também indicam comportamentos protetores, como o de um macho que salvou seu ninho de um incêndio, limpando o capim seco ao redor para criar uma barreira contra o fogo. Já foi observada reprodução cooperativa entre pares de machos, em que um macho dominante constrói um ninho e o subordinado incuba os ovos, enquanto o dominante estabelece um segundo ninho e incuba a segunda ninhada depositada pelas mesmas fêmeas. Embora o macho dominante tenha maior sucesso reprodutivo, o subordinado pode ocasionalmente obter oportunidades reprodutivas, e a presença de ajudantes aumenta a sobrevivência geral dos filhotes.
A incubação e o cuidado dos filhotes exigem custos energéticos e aumentam o risco de predação para os machos envolvidos. Na literatura sobre reprodução cooperativa, são discutidas quatro hipóteses para explicar a participação dos ajudantes subordinados: sucesso reprodutivo direto, sucesso reprodutivo indireto via parentesco, ganho de experiência para aumentar o sucesso futuro e aumento do status reprodutivo. Dados genéticos e estudos de sobrevivência podem ajudar a esclarecer se os subordinados realmente geram filhotes ou se cuidam de parentes próximos. Aos seis meses, os filhotes atingem quase o tamanho das fêmeas adultas e alcançam a maturidade sexual entre 2 e 3 anos de idade. Em cativeiro, machos de dois anos começam a construir ninhos e chocar ovos, embora abandonem os filhotes após algumas semanas, enquanto apenas alguns machos no terceiro ano conseguem criar filhotes com sucesso.

### Doenças e parasitas
A ema é suscetível a diversas doenças, incluindo aspergilose causada pelo fungo Aspergillus fumigatus, tuberculose aviária, clamidiose, enterite associada a um agente semelhante ao coronavírus encontrado no conteúdo intestinal, e tiflite decorrente da histomoníase. Além disso, uma bactéria comum responsável por infecções alimentares em humanos, Campylobacter jejuni, foi isolada no fígado de um filhote. Vírus da gripe aviária, como os subtipos H5N2, H7N1, H4N2, H4N6 e H10N4, também foram detectados em emas. Diversos parasitas foram identificados, incluindo insetos como Struthiolipeurus rheae e Struthiolipeurus nandu, ambos encontrados em farpas de penas. Protozoários apicomplexos como Cryptosporidium e Eimeria ou Isospora; protozoários ciliados como Balantidium struthionis presentes nos cecos e intestino grosso; e protozoários sarcomastigóforos, que habitam o ceco e/ou intestino grosso, como diferentes espécies de Entamoeba, Endolimax, Trichomonas gallinae, Tetratrichomonas gallinarum, Giardia e Pleuromonas jaculans. Entre os nematóides, foram encontrados Sicarius uncinipenis e Torquatoides crotophaga na moela, além de várias espécies nos intestinos e esôfago, como Deletrocephalus dimidiatus, Deletrocephalus cesarpintoi, Paradeletrocephalus minor, Capillaria venteli e Dicheilonema rheae. Também foram registrados cestodes como Houttuynia struthionis, Chapmania tauricolis e Monoecocestus cf. reifilus no intestino delgado.

## Conservação
Na obra Trabalho Índio em Terras da Vera ou Santa Cruz e do Brasil há a seguinte citação sobre tal ave:
Na terra da Bahia de Todos os Santos criavam-se emas muito grandes, a que o gentio chama nhandu. Eram por eles tomadas a cosso, e tanto as seguem até que as cansam, e de cansadas as tomam.
No século XVII, Rhea a. americana já tinha se tornado emblema na bandeira do Rio Grande do Norte à época da dominação neerlandesa no Brasil.
O sucesso reprodutivo das emas é notoriamente baixo. Os machos abandonam cerca de dois terços das ninhadas, o que impacta significativamente o sucesso reprodutivo da espécie. As principais causas para esse abandono são a predação e a quebra dos ovos, seguidas por perturbações provocadas por humanos, animais domésticos, predadores naturais e condições climáticas desfavoráveis, como calor ou umidade excessiva. Em algumas situações, os machos abandonam os ninhos sem motivo aparente. Entre os predadores de ovos estão tatus, lagartos, raposas, cães selvagens e aves de rapina diurnas. Apesar das emas escolherem locais aparentemente escondidos para construir seus ninhos, essa estratégia não parece garantir maiores chances de sucesso.
Ao longo dos séculos, foi importante fonte de alimento, mas sua caça indiscriminada e o desmatamento levaram-na à beira da extinção. Sua caça no semiárido foi sobremaneira agravada pelas secas do Nordeste e as crises famélicas decorrentes. Sabe-se que estava extinta no Rio Grande do Norte e Ceará,[c] mas recolonizou os estados através de indivíduos introduzidos. Recentemente, assim como as outras subespécies de ema, na pecuária brasileira e internacional, proporciona pele, carne e ovos de alto valor nutritivo, semelhantemente ao avestruz.